# 프랑수아 조제프 르페브르

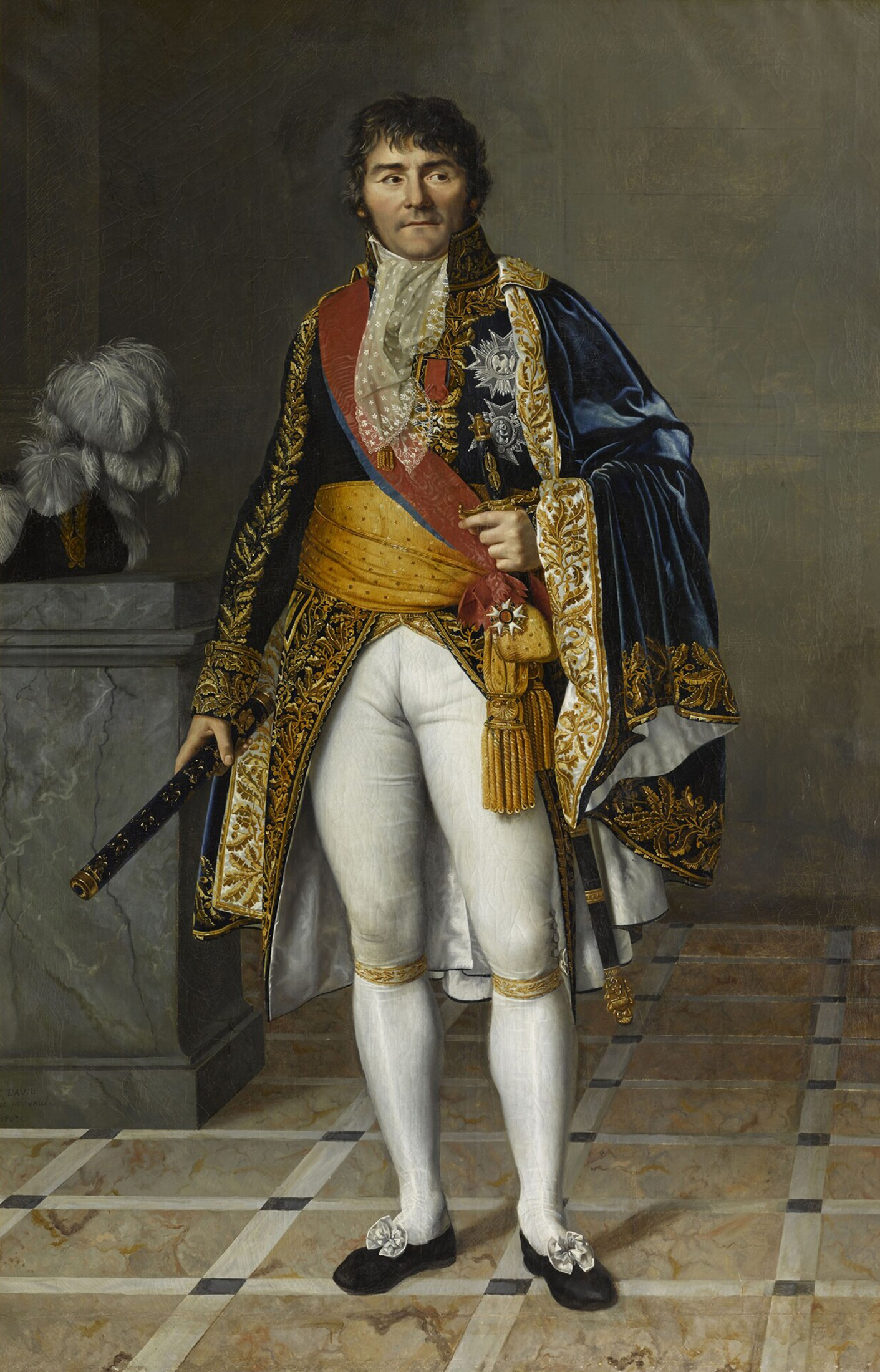
프랑수아 조제프 르페브르

프랑수아 조제프 르페브르( 프랑스어: François-Joseph Lefebvre, 1755년 10월 20일 프랑스 루파슈~1820년 9월 14일 프랑스 파리)는 프랑스의 장군으로 1804년 5월 나폴레옹에 의해 제국 18원수 중 한 명으로 임명되었다.
알자스 지방의 방앗간집의 아들로 태어나 잠시 사무원으로 일하다가 1773년 프랑스 근위대에 들어갔다. 1789년 프랑스 혁명 이후 1792년 9월~1793년 1월까지 대위에서 사단장으로 진급해 1793년~1796년 라인 주둔군 전위부대를 지휘해 1794년 6월 플뢰루스 전투에서 오스트리아를 격퇴시키고 1795년 9월 뒤스부르크 전투에서도 공을 세웠다. 1798년에는 잠시 상브르와 뫼즈 군단을 지휘했고 1799년 파리 주둔 사령관이 되었다. 그리고 나폴레옹의 설득으로 그의 지지자가 되어 1799년 11월 9일 브뤼메르 18일 쿠데타를 지지하게 되었다.
1800년 상원의원, 1804년에 원수가 되어 1806년 10월 14일 예나 주둔 제국 보병수비대 지휘 역할을 맡고 1807년 7월 27일 폴란드 단치히를 점령했고 이 공로로 1808년 단치히 공작 작위를 받았다. 1808년 스페인에서 근무하다 1809년 바이에른 군단 사령관으로 에크뮐 전투와 바그람 전투에서 싸웠고 1812년 러시아 원정에 참가했다. 이후 1814년 나폴레옹을 퇴위시키는 의견을 지지해 루이 18세에 의해 귀족에 봉해졌다. 그러나 백일천하 때 다시 나폴레옹 편에 서서 작위를 다시 박탈당했다.

## 같이 보기
- 개선문에 새겨진 이름들